# 蒙戈贝尔
蒙戈贝尔（法語：Montgobert，法語發音：[mɔ̃ɡɔbɛʁ]）是法国上法蘭西大區埃纳省的一个市镇，属于苏瓦松区。

## 地理
蒙戈贝尔（49°18'25"N, 3°8'54"E）面积11.18 平方千米，位于法国上法蘭西大區埃纳省，该省份为法国北部内陆省份，北起北部省，西接索姆省和瓦兹省，东临阿登省和马恩省，西南至塞纳-马恩省，东北部与比利时接壤。
与蒙戈贝尔接壤的市镇（或旧市镇、城区）包括：克夫尔和瓦尔瑟里、科尔西、弗勒里、隆蓬、皮瑟昂雷茨、圣皮埃尔艾格勒、苏西、卢阿特尔。

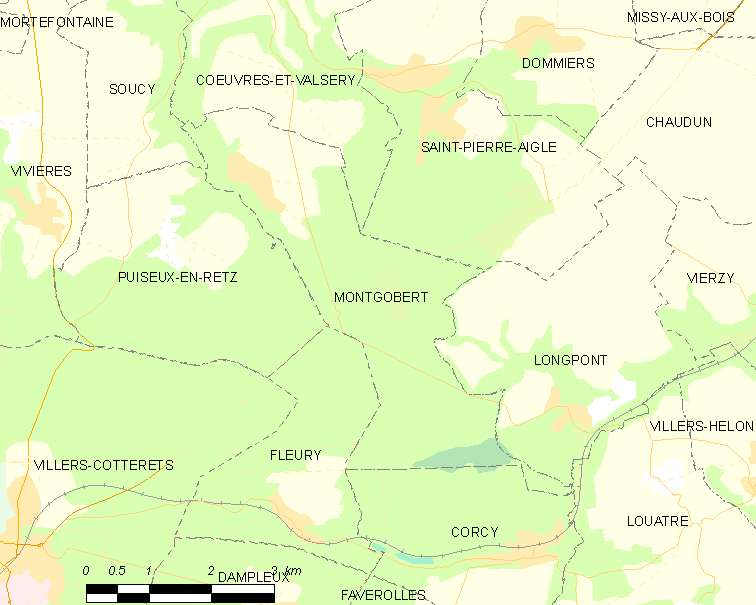
蒙戈贝尔的OSM定位图

蒙戈贝尔的时区为UTC+01:00、UTC+02:00（夏令时）。

## 行政
蒙戈贝尔的邮政编码为02600，INSEE市镇编码为02506。

## 政治
蒙戈贝尔所属的省级选区为维莱科特雷县。

## 人口

1962-2008年间蒙戈贝尔人口变化图示

蒙戈贝尔于2022年1月1日时的人口数量为202人。